# Кисловка (Нижньогородська область)
Кисловка (рос. Кисловка) — село в Лисковському районі Нижньогородської області Російської Федерації.
Населення становить 8 осіб. Входить до складу муніципального утворення Кисловська сільрада.

## Історія
Від 2009 року входить до складу муніципального утворення Кисловська сільрада.

## Населення
| 2002 | 2010 |
| ---- | ---- |
| 38   | ↘8   |